# تک‌آغاچ (بسنی)
تک‌آغاچ (به ترکی استانبولی: Tekağaç) یک منطقهٔ مسکونی در ترکیه است که در بسنی واقع شده‌است.